# 인터 스텔라 5555
인터 스텔라 5555(Interstella 5555: The 5tory of the 5ecret 5tar 5ystem)는 마츠모토 레이지의 영화다. 외계 어딘가의 고향별에서 공연을 하는 4인조 그룹이 시공간을 넘나드는 악당 다크우드 백작에게 지구로 납치되어 크레센돌스라는 이름으로 강제로 음악활동을 하게 되는데, 나중에 이 4인조를 구하는 내용의 영화다. 뮤직비디오에 애니메이션 형식을 결합시킨 것이기 때문에 대사는 없다. 특히 주인공들은 각각 《우주전함 야마토》의 주인공 고다이 스스무, 《퀸 에메랄더스》의 주인공 퀸 에메랄더스, 《은하철도 999》의 메텔, 《우주해적 캡틴 하록》의 토치로를 닮아 있다.